# تامسون (تگزاس)
تامسون، تگزاس(به انگلیسی: Thompsons, Texas) شهری در ایالت تگزاس از ایالات جنوبی ایالات متحده آمریکا است. در سرشماری سال ۲۰۰۰، جمعیت این شهر ۲۳۶ نفر اعلام شد.